# Akroptilon
Akroptilon, gorczak (Acroptilon Cass.) – rodzaj roślin należący do rodziny astrowatych (Asteraceae). Po rewizji taksonomicznej od początku XXI wieku gatunek tu zaliczany (akroptilon wschodni) włączany jest do rodzaju Leuzea jako Leuzea repens (L.) D.J.N.Hind.

## Systematyka
Pozycja systematyczna według APweb (aktualizowany system APG IV z 2016)
Angiosperm Phylogeny Website adaptuje podział na podrodziny astrowatych (Asteraceae) opracowany przez Panero i Funk w 2002, z późniejszymi uzupełnieniami. Zgodnie z tym ujęciem rodzaj akroptilon nie jest wyróżniany, a zaliczany tu gatunek jako Rhaponticum repens należy do plemienia Cardueae, podrodziny Carduoideae (Sweet) Cass. W systemie APG III astrowate są jedną z kilkunastu rodzin astrowców (Asterales), wchodzącego w skład kladu astrowych w obrębie dwuliściennych właściwych. 
Pozycja w systemie Reveala (1993–1999)
Gromada okrytonasienne (Magnoliophyta Cronquist), podgromada Magnoliophytina Frohne & U. Jensen ex Reveal, klasa Rosopsida Batsch,  podklasa astrowe (Asteridae Takht.), nadrząd astropodobne (Asteranae Takht.), rząd astrowce (Asterales Lindl), rodzina astrowate (Asteraceae Dumort.), rodzaj akroptilon (Acroptilon Cass.).
Gatunek flory Polski
- akroptilon wschodni, gorczak wschodni Acroptilon repens (L.) DC. ≡ Leuzea repens (L.) D.J.N.Hind[3]